# Episodi di 30 Rock (terza stagione)
La terza stagione della serie televisiva 30 Rock è andata in onda sul network americano NBC dal 30 ottobre 2008 al 14 maggio 2009.
In Italia la serie va in onda dal 13 dicembre 2010 sul canale satellitare Sky Uno, in chiaro la serie va in onda su Rai 4 nel corso del 2011, il sabato e la domenica alle 19:30.
| nº | Titolo originale                       | Titolo italiano                       | Prima TV USA     | Prima TV Italia  |
| -- | -------------------------------------- | ------------------------------------- | ---------------- | ---------------- |
| 1  | Do-Over                                | Do-Over                               | 30 ottobre 2008  | 13 dicembre 2010 |
| 2  | Believe in the Stars                   | Credi nelle stelle                    | 6 novembre 2008  | 13 dicembre 2010 |
| 3  | The One with the Cast of 'Night Court' | Tribunale di notte                    | 13 novembre 2008 | 20 dicembre 2010 |
| 4  | Gavin Volure                           | Gavin Volure                          | 20 novembre 2008 | 20 dicembre 2010 |
| 5  | Reunion                                | L'apparenza inganna                   | 4 dicembre 2008  | 27 dicembre 2010 |
| 6  | Christmas Special                      | In fuga dal Natale                    | 11 dicembre 2008 | 27 dicembre 2010 |
| 7  | Senor Macho Solo                       | Senor macho solo                      | 8 gennaio 2009   | 3 gennaio 2011   |
| 8  | Flu Shot                               | Influenza letale                      | 15 gennaio 2009  | 3 gennaio 2011   |
| 9  | Retreat To Move Forward                | Convegno dei Sei Sigma                | 22 gennaio 2009  | 10 gennaio 2011  |
| 10 | Generalissimo                          | Un sosia scomodo                      | 5 febbraio 2009  | 10 gennaio 2011  |
| 11 | St. Valentine's Day                    | San Valentino, la festa dell'amore... | 12 febbraio 2009 | 17 gennaio 2011  |
| 12 | Larry King                             | Larry King                            | 26 febbraio 2009 | 17 gennaio 2011  |
| 13 | Goodbye, My Friend                     | Addio, amico mio                      | 5 marzo 2009     | 24 gennaio 2011  |
| 14 | The Funcooker                          | Lo scaldotto                          | 12 marzo 2009    | 24 gennaio 2011  |
| 15 | The Bubble                             | La bolla                              | 19 marzo 2009    | 31 gennaio 2011  |
| 16 | Apollo, Apollo                         | Apollo, Apollo                        | 26 marzo 2009    | 31 gennaio 2011  |
| 17 | Cutbacks                               | Gli esuberi                           | 9 aprile 2009    | 7 febbraio 2011  |
| 18 | Jackie Jormp-Jomp                      | Jackie la saffica                     | 16 aprile 2009   | 7 febbraio 2011  |
| 19 | The Ones                               | Gli unici                             | 23 aprile 2009   | 14 febbraio 2011 |
| 20 | The Natural Order                      | L'ordine naturale                     | 30 aprile 2009   | 14 febbraio 2011 |
| 21 | Mamma Mia                              | Mamma Mia                             | 7 maggio 2009    | 21 febbraio 2011 |
| 22 | Kidney Now!                            | Un rene, subito!                      | 14 maggio 2009   | 21 febbraio 2011 |